# Le Grand Portement de croix
Le Grand Portement de croix est une gravure sur cuivre au burin du peintre et graveur allemand de la fin du Moyen Âge Martin Schongauer (vers 1445-1450 - 1491), datant avant 1479.
Cette estampe a suscité l'admiration et a été source d'inspiration plus que toute autre estampe au XVe siècle.

## Description
Dans un format inhabituellement grand, Martin Schongauer décrit le long et bruyant cortège qui accompagne le Christ dans sa montée au Golgotha, lors de son portement de croix.

## Analyse
Avec une attention au moindre détail et une technique jamais atteinte auparavant, Martin Schongauer restitue fidèlement les effets de matière et les jeux de lumière. Le spectateur est ainsi transporté au cœur de la scène, où il ressent à la fois l'hostilité de la foule en marche, le cliquetis du métal, et la menace des ténèbres qui s'amoncellent. Il est ainsi invité à méditer sur les souffrances humaines du Christ qui l'interpelle du regard.

## Postérité
Michael Wolgemut s'inspire du Grand Portement de croix à plusieurs reprises, notamment pour le Retable de la Vierge  en 1479 et le Retable de Sebald Perringsdörffer en 1486.
Albrecht Dürer s'en inspire pour son Portement de croix de La Petite Passion (vers 1509), le connaissant certainement depuis ses années de formation dans l'atelier de Michael Wolgemut. Il s'y réfère encore dans Le Martyre des dix mille, où les larrons deviennent des soldats romains, ainsi que dans un dessin de 1511, où un cavalier vu de dos apparait très proche de celui de Schongauer.